# Wade Robson
Wade Jeremy William Robson (Brisbane, 17 de setembro de 1982) é um dançarino, coreógrafo, produtor musical e compositor australiano radicado nos Estados Unidos. Iniciou sua carreira de dançarino aos cinco anos e atuou quando criança com Michael Jackson. Ele é o fundador do concurso de dança So You Think You Can Dance. Robson venceu o Prêmio Emmy do Primetime de Melhor Coreografia em 2007.